# テューリンゲン (戦艦)
テューリンゲン (SMS Thuringen) は、ドイツ帝国海軍のヘルゴラント級弩級戦艦の3番艦。艦名は同国テューリンゲン諸邦に由来する。1908年11月にブレーメンのAGヴェーザーで竜骨が据えられ、1909年11月27日に進水し、1911年7月1日に艦隊に配備された。6つの連装砲塔に12門の30.5cm砲を搭載し、最高速度は21ノット（39km/h、24mph）であった。テューリンゲンは、第一次世界大戦を含むその大半の期間、大洋艦隊の第1戦隊に所属した。
姉妹艦のヘルゴラント、オストフリースランド、オルデンブルクとともに、第一次世界大戦の北海におけるイギリス大艦隊に対する主要な艦隊作戦に参加した。その中には、1916年5月31日から6月1日にかけて行われたユトランド沖海戦も含まれており、これはこの戦争で最大の海戦となった。テューリンゲンは、装甲巡洋艦ブラック・プリンスの撃沈を含む、ユトランド半島での激しい夜戦に参加した。また、バルト海でロシア海軍と戦い、1915年8月のリガ湾への最初の侵攻作戦（リガ湾の戦い）に参加したが、失敗に終わった。
1918年11月のドイツ崩壊後、和平交渉の間、大洋艦隊の大半はスカパ・フローに抑留された。ヘルゴランド級4隻はドイツに残ることが許されたため、スカパ・フローでの艦隊の破壊を免れることができた。テューリンゲンとその姉妹艦は、最終的に戦勝国である連合国に戦争賠償金として割譲された。テューリンゲンは1920年4月にフランスに移送され、フランス海軍の標的艦として使用された。1923年から1933年にかけてガヴル沖で沈没、その場で解体されたが、船体の一部分は残っている。

## 諸元

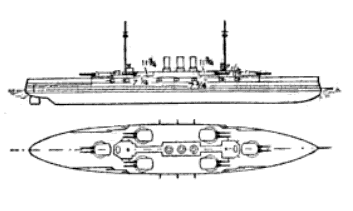
ヘルゴランド級の線画

全長167.2m、幅28.5m、喫水8.94m、満載時排水量24,700トン（長さ24,310トン）である。3基の3重膨張式蒸気機関と15基の水管式ボイラーを搭載していた。エンジンの出力は27,617馬力（20,594kW）で、最高速度は21ノット（39km/h、24mph）であった。テューリンゲンは最大3,200トン（3,100ロングトン）の石炭を貯蔵し、10ノット（19km/h、12mph）の速度で5,500海里（10,200km、6,300mi）を航行することが出来た。1915年以降、ボイラーは石炭の燃焼速度を上げるために石炭に油を噴霧するように改造され、最大197メトリックトン（194ロングトン）の燃料油を積載することができた。乗組員は42人の将校と1,071人の下士官兵であった。
テューリンゲンは6基の連装砲塔に12門の30.5cm SK L/50砲を搭載し、前部、後部、両舷にそれぞれ2門ずつ設置されていた。1914年以降、8.8cm砲のうち2門が撤去され、8.8cm高射砲に換装された。また、テューリンゲンは6基の50cm潜水魚雷発射管を装備しており、船首に1基、船尾に1基、両舷に2基ずつ搭載していた。
主装甲は中央部において300mm厚で、クルップ・セメンテッド・アーマー（KCA）で構成されていた。主砲塔は、砲塔を支えるバーベットと同様に、側面と表面も同じ厚さのKCAで保護されていた。テューリンゲンの甲板の厚さは63.5mmであった。

## 艦歴
テューリンゲンはドイツ帝国海軍によって、老朽化した海防戦艦ベオウルフの代替として、仮称「エルザッツ・ベオウルフ」として発注され、ブレーメンのAGヴェーザー造船所にて建造番号166として契約された。起工は1908年11月2日に竜骨の建造から始まり、1年後の1909年11月27日に進水した。アデルハイト・フォン・ザクセン＝アルテンブルク公爵夫人によって命名され、ウィルヘルム・エルンスト大公が演説を行った。上部構造の完成と武装の取り付けを含む艤装作業は1911年6月まで行われた。完成後、6隻の舟橋船が取り付くことにより喫水を下げ、ヴェーザー川から北海まで曳航した。ドイツ中部のテューリンゲン諸邦にちなんで名付けられたテューリンゲンは、建造開始から3年足らずの1911年6月1日に大洋艦隊に就役した。
1911年7月1日の就役後、テューリンゲンは9月10日まで海上公試を行い、9月19日に姉妹艦とともに大洋艦隊第1戦隊に配属された。その後、単艦演習および戦隊の演習を経て、11月には艦隊演習を行った。7月から8月の恒例の夏季航海（通常ノルウェーに向かう）は第二次モロッコ事件で中断された。1913年10月、ウィリアム・ミカエリスが本艦の司令官となり、1915年2月までその職を務めた。
1914年7月14日、毎年恒例のノルウェーへの夏季巡航が始まった。ドイツ帝国海軍の最後の平時巡航で、艦隊は7月25日にノルウェーのフィヨルドに向かう前にスカーイェン沖で訓練を実施した。翌日、オーストリア＝ハンガリー帝国のセルビアへの最後通告を受け、艦隊はドイツへの帰路についた。7月27日、全艦隊はスクデネス岬沖に集結してから帰港し、引き続き準備態勢を強化した。翌日にはオーストリア＝ハンガリー帝国とセルビアの間で戦争が勃発し、1週間以内にヨーロッパの主要国がこの紛争に参加した。7月29日までにテューリンゲンと他の第1戦隊はヴィルヘルムスハーフェンに帰港した。開戦から1年間、後に反ナチ運動に加わったルター派の牧師マルティン・ニーメラーは本艦で仕官している。

### 第一次世界大戦

1914年12月16日朝、スカーバラ、ハートルプールおよびウィトビー襲撃時の大洋艦隊の配置図

テューリンゲンは、1914年11月2日から3日にかけて行われたドイツ艦隊による北海への最初の出撃に参加した。この作戦ではイギリス軍と遭遇することはなかった。続いて12月15日から16日にかけて第二次作戦が行われた。この出撃は大洋艦隊司令官であったフリードリヒ・フォン・インゲノール提督が採用した戦略の始まりであった。インゲノール提督はフランツ・フォン・ヒッパーの第1偵察隊の戦艦を使い、イギリスの沿岸の町を襲撃し、イギリス大艦隊の一部を大洋艦隊が攻撃可能な場所に誘い出そうと考えていた。12月15日早朝、艦隊はイギリス海岸のスカーバラ、ハートルプールおよびウィトビー襲撃のために出港した。その日の夕方、テューリンゲンとその姉妹艦3隻を含む12隻の弩級戦艦と8隻の前弩級戦艦で編成されたドイツ艦隊は、6隻のイギリス戦艦からなる孤立した艦隊の10海里（19km）以内に接近していた。暗闇の中で行われた駆逐艦同士の小競り合いにより、インゲノールは自らが大艦隊全体を相手にしていると確信した。艦隊を不必要に危険にさらすことを避けるようにヴィルヘルム2世から命令されていたため、インゲノールは交戦を打ち切り、艦隊をドイツに戻した。
1915年1月24日、イギリス海軍デイヴィッド・ビーティー中将の第1巡洋戦艦戦隊および第2巡洋戦艦戦隊がドイツの第1偵察群戦艦を待ち伏せし、ドッガー・バンク海戦が発生した。テューリンゲンと残りの第1戦隊は、劣勢にあるドイツ戦艦を支援するために出撃した。第1戦隊は第2戦隊の前弩級戦艦とともに中央ヨーロッパ時間の12時33分に出港した。大洋艦隊は到着が遅れイギリス軍を発見することは出来ず、19:05に艦隊はヴィルヘルムスハーフェン郊外のシリッグに帰還した。その間に装甲巡洋艦ブリュッヒャーはイギリスの集中砲火により撃沈され、巡洋戦艦ザイドリッツは弾薬の引火により大破した。その結果、ヴィルヘルム2世は2月2日にインゲノールを大洋艦隊司令から解任し、フーゴー・フォン・ポールを後任に据えた。

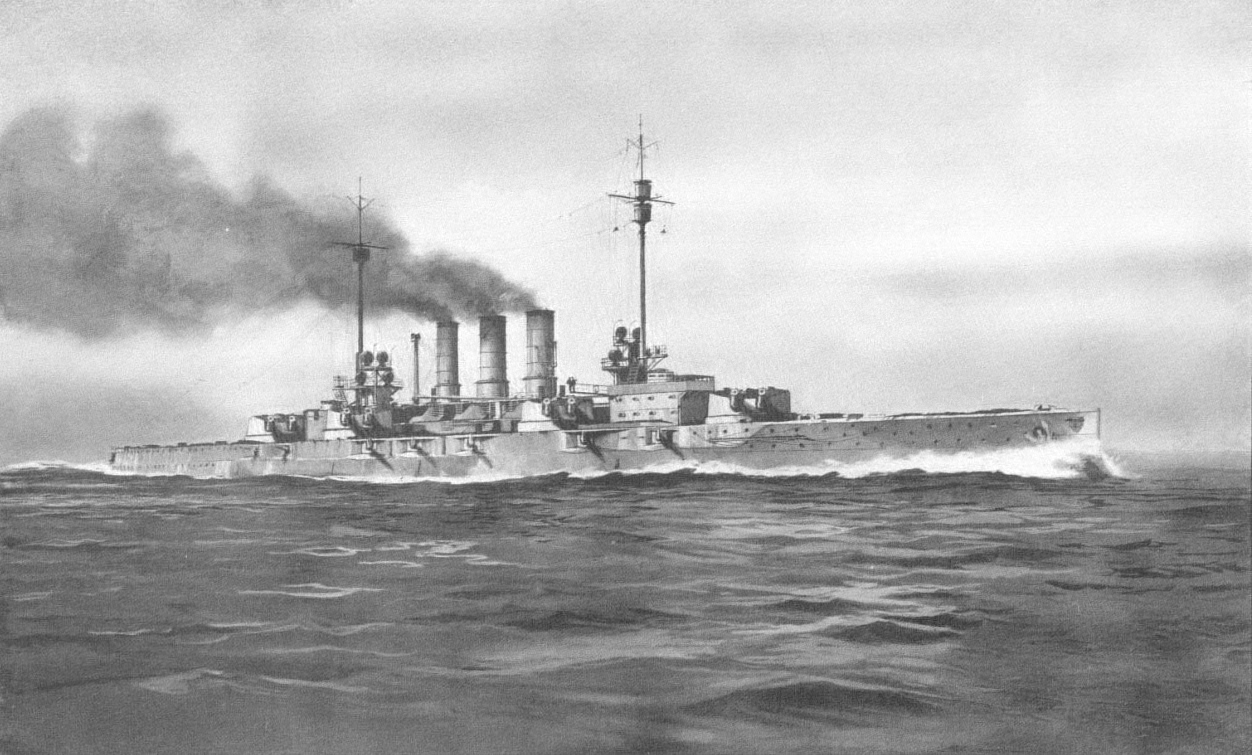
認識されたヘルゴラント級戦艦の画像

8隻の第1戦隊は1915年2月22日にバルト海に入り、3月13日まで演習を行った。北海に戻った後、3月末から5月にかけて、艦隊は数回の出撃に参加した。テューリンゲンおよび残りの艦隊は、8月4日まで港に留まり、第1戦隊は再び訓練演習のためにバルト海に戻った。その後同艦隊は1915年8月にリガ湾でロシア海軍の掃討を試みるために編成された部隊に配備された。この部隊は第1戦隊の巡洋戦艦フォン・デア・タン、モルトケ、ザイドリッツおよび数隻の軽巡洋艦、32隻の駆逐艦と13隻の掃海艇により編成され、ロシアの機雷原を掃海し、前弩級艦スラヴァを含むロシア海軍の排除を目的としていた。ドイツ軍は、ロシアの艦が湾に戻るのを妨げるため機雷原を敷設した。テューリンゲンおよび大洋艦隊の大型艦の大半は作戦中リガ湾の外に留まり、弩級戦艦ナッサウおよびポーゼンは8月16日に掃海艇の護衛とスラヴァへの攻撃に向かったが、撃破には至らなかった。3日後、ロシアの機雷原を掃海したドイツ艦隊は8月19日にリガ湾に入った。しかし連合軍の潜水艦がこの海域にとの報告を受け、ドイツ艦隊は翌日にリガ湾から撤退、8月26日に、第1戦隊はヴィルヘルムスハーフェンに戻った。
1916年1月、大洋艦隊司令フォン・ポールは肝癌により衰弱したため、艦隊司令はラインハルト・シェア提督に引き継がれた。シェアはイギリス大艦隊との対決を強化するためより攻撃的な作戦を提案し、2月に皇帝の承認を得る。シェアの最初の作戦は3月5日から7日にかけての北海への掃討作戦で、その後3月21日から22日と3月25日から26日にかけての2度の作戦が行われた。次の作戦において、テューリンゲンは1916年4月24日にドイツ戦艦部隊のイギリス沿岸への襲撃を支援した。テューリンゲンは10時55分にヤーデ湾を出発し、残りの大洋艦隊は13時40分に後に続いた。戦艦ザイドリッツは目標海域へ向かう途中で機雷に接触し、撤退を余儀なくされた。他の戦艦は抵抗を受けることなくローストフトの町を砲撃したが、ヤーマスへの接近中に、ハリッジ部隊のイギリス巡洋艦に遭遇した。短い砲撃戦が行われた後、ハリッジ部隊は撤退、ドイツの艦隊もイギリスの潜水艦の接近の報告を受け後退、さらにスカパ・フローからイギリス大艦隊が出撃することを警戒したシェアも、より安全なドイツ海域まで撤退した。

#### ユトランド沖海戦

1916年5月31日から6月1日のイギリス（青）とドイツ（赤）の艦隊の作戦を示す地図

テューリンゲンは、1916年5月31日から6月1日に行われたユトランド半島での戦いにおける艦隊作戦に参加した。ドイツ艦隊は再びイギリス大艦隊の一部をおびき寄せて孤立させ、英国主力艦隊の反撃を受ける前に撃破しようとした。作戦中、テューリンゲンは第1戦隊の第2師団、10番艦として戦隊旗艦オストフリースランドの真後ろ、もう1隻の姉妹艦ヘルゴラントの前方に位置していた。第1戦隊はドイツ戦線の主力の中で、第3戦隊のケーニヒ級戦艦カイザー級戦艦の戦艦に次ぐ存在であった。第2戦隊に属する第3・第4師団の全弩級戦艦6隻は編隊の後方に配備された。
16時少し前、I偵察群の戦艦はデイヴィッド・ビーティーの指揮するイギリス艦隊と遭遇し、砲撃戦を開始した。17時過ぎに巡洋戦艦インディファティガブルおよびクイーン・メリーを撃破した。この時、ドイツの戦艦はイギリス艦を大洋艦隊の本隊に引き寄せるために南に航行していた。17:30、ドイツの主力戦艦ケーニヒの乗組員は、第1偵察隊と第1戦艦隊の接近を発見した。ドイツ戦艦は右舷に、イギリス艦は左舷に航行していた。17時45分、シェアは自艦をイギリス戦艦に近づけるために左舷に2点旋回を命じ、その1分後に発砲命令が出された。
主力戦艦がイギリス戦艦と交戦している間、テューリンゲンをはじめとする10隻の戦艦は、イギリス戦艦を攻撃するには距離がありすぎたため、イギリスの第2軽巡洋艦隊に対して砲撃を行った。テューリンゲンとクローンプリンツは軽巡洋艦ダブリンと交戦したが、両艦とも命中弾は無かった。テューリンゲンは17,000mから19,000mの距離で8分間砲撃し、29発の30.5cm砲弾を発射した。イギリス駆逐艦ネスターとノーメイドは、この交戦の初期に航行不能となり、艦隊の進路上で停船していた。テューリンゲンをはじめとする3隻の戦艦が主砲と副砲でネスターを撃破し、第3戦隊の戦艦数隻がノマドを撃沈した。19時15分過ぎにイギリスの弩級戦艦ウォースパイトが射程に入った。テューリンゲンは19時25分に主砲と副砲により9,700mから10,800mの距離で砲撃を開始、5分から6分の間に30.5センチ砲21発、15センチ砲37発を発射したがウォースパイトを見失い、命中させることは出来ずその後標的を戦艦マレーヤに変更した。テューリンゲンは12,900mの距離で7分間マレーヤへ20発の主砲を発射したがこれも命中せず、その後イギリス艦隊から離れるため180度旋回した。
23:30頃、ドイツ艦隊は夜間巡航隊形に再編成され、テューリンゲンは24隻の船団の前方、7番目に配置されていた。翌日1時10分頃、装甲巡洋艦ブラック・プリンスがドイツ軍の艦隊に近づき、テューリンゲンは探照灯で同艦を照らしながら至近距離から30.5cm弾の一斉射撃を浴びせた。初弾はブラック・プリンスの後部砲塔付近に命中し、砲塔は海中に吹き飛ばされた。テューリンゲンは他の3隻の戦艦と合流し、ブラック・プリンスはその後弾薬の大爆発で轟沈した。30分後、テューリンゲンはバーケンヘッド級軽巡洋艦と思しき艦を発見した。照明弾を発射してイギリス巡洋艦を照らしたところ、その正体は駆逐艦タービュレントであった。テューリンゲンは15センチ砲18発と8.8センチ砲6発を発射、タービュレントは右舷に転覆したように見えたが沈没は免れ、後に軽巡洋艦ストラスブールと駆逐艦V71、V73によって撃沈された。
夜間の激しい戦闘にもかかわらず、大洋艦隊はイギリスの駆逐艦部隊を打ち破り、6月1日の4時にホーンリーフに到着した。数時間後、艦隊はヤーデ湾に到着し、テューリンゲン、ヘルゴランド、ナッサウ、ヴェストファーレンは湾の外周で防御態勢をとり、損傷のない第3戦隊の4隻はヴィルヘルムスハーフェンの入り口閘門のすぐ外に錨を下ろした。残りの8隻の弩級戦艦は入港し、まだ戦える状態にあった艦は弾薬と燃料を補給した。交戦中、テューリンゲンは1007発の30.5cm、115発の15cm、22発の8.8cm砲弾を発射したが、テューリンゲンとその乗組員は無傷で戦闘から生還した。

#### その後の作戦
テューリンゲン、オストフリースラント、ナッサウは、サンクトペテルブルクの占領を計画したシュルースシュタイン作戦のための特別部隊に編成された。3隻は8月10日にバルト海に到着したが、作戦は延期され、最終的には中止された。部隊は8月21日に解散し、戦艦は23日にヴィルヘルムスハーフェンに帰港した。

## 最後
テューリンゲンとその姉妹艦3隻は、休戦協定が発効する数日前の1918年10月末に、最後の艦隊行動に参加する予定だった。大洋艦隊の大部分はヴィルヘルムスハーフェンの基地から出撃し、イギリス大艦隊と交戦することになっていた。大洋艦隊司令のシェアは、犠牲が想定されるとしてもイギリス海軍にできる限りの損害を与え、ドイツの交渉力を高めるつもりであった。しかし、戦争で疲弊した船員の多くは、この作戦が和平交渉を混乱させ、戦争を長引かせると考えていた。1918年10月29日の朝、ヴィルヘルムスハーフェンを出港する命令が下されると、その日の夜、テューリンゲンの乗組員と他の戦艦の乗組員が反乱を起こし、操船を拒否した。翌日、魚雷艇B110とB112が接舷し、UボートU135が艦砲を向けた。乗組員のほとんどが逮捕され艦から降ろされたが、反乱は収まることなく瞬く間に艦隊全体に広がった。最終的にヒッパーとシェアは作戦を中止した。
1918年11月のドイツ降伏の後、大洋艦隊の大半はイギリス海軍基地スカパ・フローのに抑留された。テューリンゲンとその姉妹艦3隻、および4隻のナッサウ級戦艦は、和平交渉中もドイツに留まることが許された。テューリンゲンは1918年12月16日に退役し、ドイツに留まったまま兵舎船として使用されていた。1919年11月5日に海軍登録から抹消され、任務から外された。ドイツに残る8隻の戦艦はヴェルサイユ条約により連合国の主要国政府に武装解除し譲渡することが決定された。テューリンゲンは1920年4月29日に「L」の名でフランス海軍に引き渡され、少数の乗組員でシェルブール＝オクトヴィルへ向かった。テューリンゲンはフランス海軍の標的船として短期間使用された後、ガヴル沖で沈没した。1923年から1933年にかけてその場で部分的に解体されたが、艦体の多くの部分がフランス沿岸に残っている。